# Dashiin Byambasüren
Dashiin Byambasüren (idioma mongol: Дашийн Бямбасүрэн; nacido el 20 de junio de 1942) es un político del Partido Revolucionario del Pueblo Mongol y primer ministro de Mongolia entre 1990 y 1992, siendo el primero en ser nombrado por un partido electo democráticamente.
Graduado como economista, fue jefe de la Oficina de Estadística del Estado y del Instituto de Mantenimiento, a pesar de que su influencia fue inicialmente afectada luego de la caída de su mentor Jambyn Batmönkh. Hacia 1989 alcanzó la posición de vicepresidente del Consejo de Ministros y luego de las elecciones de 1990 (primeras elecciones democráticas) fue elegido como el primer ministro de la República Popular de Mongolia. Su gobierno fue reformista, pero con elementos de tecnocracia, con antiguos comunistas que habían cambiado de posiciones para ajustarse a la nueva realidad del país. También desarrolló una reputación por la diplomacia, visitando Alemania, Bélgica y Francia, así como hacia Moscú e hizo la primera visita de un líder mongol a la República Popular China en más de 30 años.
Fue sucedido en 1992 por Puntsagiin Jasrai. Byambasüren buscó mejorar las relaciones externas de Mongolia y trabajó particularmente con las relaciones con Japón, que, junto con el Banco Mundial, condonó una deuda de 320 millones de dólares.
Abandonó el Partido Revolucionario del Pueblo Mongol en octubre de 1992, criticando su hegemonía continua y su cercana relación con los partidos comunistas. Formó su propio grupo prodemocrático llamado Partido Renacimiento Democrático Mongol en 1994.
En años recientes se ha opuesto a los intentos de arqueólogos de excavar los restos de Genghis Khan. También ha sido profesor en la Academia Mongol de Mantenimiento y la Universidad Khan Uul, Presidente de la Fundación de Desarrollo Mongol y participó en la Cumbre de la Tierra de 2002.